# Estación de Dupleix
La estación de Dupleix es una estación del metro de París situada en el XV Distrito, al oeste de la capital. Pertenece a la línea 6. 

## Historia
La estación abrió al público el 24 de abril de 1906 dentro de la línea 2 Sur, llamada así para distinguirla de la línea 2 norte, la actual línea 2.  En 1907, fue absorbida por la línea 5. Finalmente, el 6 de octubre de 1942 pasó a integrarse en la línea 6.
Debe su nombre a Joseph François Dupleix, administrador colonial francés.

## Descripción
Se compone de dos vías y de dos andenes laterales de 75 metros. Es una estación aérea ya que en dirección a Nation la línea 6 deja de ser subterránea desde la estación de Passy.
Luce unas paredes verticales totalmente revestidas de azulejos blancos biselados. Toda la estación está resguardada por un clásico tejado en pico de dos vertientes cuyo tramo central, el situado sobre las vías, es transparente. Un entramado de vigas y columnas de acero apoyadas en las paredes de la estación sostienen toda la estructura. 
La señalización por su parte, usa la tipografía Motte donde el nombre de la estación aparece en letras blancas sobre un panel metálico de color azul. Por último, los asientos, son bancos de madera.